# Navi, Estland
Navi är en by (estniska: küla) i Võru kommun i landskapet Võrumaa i sydöstra Estland. Byn ligger nordväst om staden Võru, nära vägskälet där Riksväg 2 (E263) möter Riksväg 69.